# ゆめが丘 (横浜市)
ゆめが丘（ゆめがおか）は、神奈川県横浜市泉区の町名。「丁目」の設定のない単独町名である。住居表示未実施区域。

## 地理
泉区の南西に位置し、東・北東に和泉町、西・南に下飯田町、北に和泉中央南と接する。

## 歴史
- 2024年（令和6年）9月2日 - 泉ゆめが丘土地区画整理組合の換地処分の公告に伴い、下飯田町、和泉町、和泉中央南五丁目の各一部からゆめが丘を新設[5]。

## 世帯数と人口
2025年（令和7年）6月30日現在（横浜市発表）の世帯数と人口は以下の通りである。
| 町名     | 世帯数  | 人口  |
| -------- | ------- | ----- |
| ゆめが丘 | 546世帯 | 923人 |

## 学区
市立小・中学校に通う場合、学区は以下の通りとなる（2024年11月時点）。
| 番地                | 小学校                 | 中学校               |
| ------------------- | ---------------------- | -------------------- |
| 1番地から33番地まで | 横浜市立中和田小学校   | 横浜市立泉が丘中学校 |
| 34番地から73番地    | 横浜市立中和田南小学校 | 横浜市立泉が丘中学校 |

## 交通

### 鉄道
- 相模鉄道いずみ野線ゆめが丘駅（ゆめが丘32番地）
- 横浜市営地下鉄ブルーライン下飯田駅（ゆめが丘59番地1）

### 道路
- 環状4号線

## 施設
- ゆめが丘ソラトス

## その他

### 郵便番号
- 245-0019[3]（集配局：横浜泉郵便局[7]）

### 警察
町内の警察の管轄区域は以下の通りである。
| 番地       | 警察署   | 交番       |
| ---------- | -------- | ---------- |
| 1〜15番地  | 泉警察署 | 和泉交番   |
| 16〜73番地 | 泉警察署 | 下和泉交番 |